# Trałowce typu Pondicherry
Trałowce typu Pondicherry – typ dwunastu indyjskich trałowców oceanicznych zbudowanych w latach 70. i 80. XX wieku w ZSRR dla Indyjskiej Marynarki Wojennej, będących zmodyfikowaną wersją okrętów typu Natia. Jednostki typu Pondicherry przystosowane są także do pełnienia eskorty i zwalczania okrętów podwodnych.
W 2007 roku okręty zaczęto wycofywać ze służby. Obecnie w służbie pozostaje osiem jednostek tego typu.

## Okręty
- "Pondicherry" (M61)
- "Porbandar" (M62)
- "Bedi" (M63)
- "Bhavnagar" (M64)
- "Alleppy" (M65)
- "Ratnagiri" (M66)
- "Karwar" (M67)
- "Cannanore" (M68)
- "Cuddalore" (M69)
- "Kakinada" (M70)
- "Kozhikode" (M71)
- "Konkan" (M72)